# Sinilabeo binhluensis
Sinilabeo binhluensis är en fiskart som beskrevs av Nguyen 2001. Sinilabeo binhluensis ingår i släktet Sinilabeo och familjen karpfiskar. IUCN kategoriserar arten globalt som otillräckligt studerad. Inga underarter finns listade i Catalogue of Life.